# الدانو-نرويجية
الدانو-نرويجية (بالدنماركية والنرويجية: dansk-norsk) لغة عامية تطورت بين النخبة الحضرية في المدن النرويجية خلال السنوات اللاحقة للاتحاد بين المملكتين الدنماركية و النرويجية (1536–1814). من هذه اللغة العامية تطور الريكسمول والبوكمول. حالياً، البوكمول أكثر معيار كتابة استخداماً على نطاقٍ واسع للنرويجية المعاصرة.

## تاريخ

### كلغة محكية
خلال الحكم الدنماركي، خمدت الكتابة النرويجية وأصبحت اللغة الدنماركية لغة الطبقة المتعلمة في النرويج. في البداية كانت تستخدم الدنماركية بالدرجة الأولى في الكتابة، ولاحقاً أصبحت محكية في المناسبات الرسمية، ومع مرور الزمن قُطعت علاقات النرويج مع الدنمارك في 1814، كانت تُدعى الدانو-نرويجية المحلية غالباً بـ«الخطاب اليومي المصقول/المهذب» وأصبحت اللغة الأُم لشرائح من النخبة الحضرية. يُمكن وصف اللغة الدانو-نرويجية بأنها دنماركية بلفظ نرويجي، فبعض المفردات النرويجية وبعض الفروقات النحوية البسيطة تختلف عن الدنماركية.

### كلغة مكتوبة
مرت اللغات الإسكندنافية عبر تغيراتٍ كبيرة في أواخر العصور الوسطى وبدايات العصر الحديث، كما أنها تأثرت بشكلٍ خاص بالألمانية السفلى. وجدت اللغةُ الدنماركية شكلها الحديث غالباً في القرن السابعة عشر، مرتكزةً على اللغة المحلية للطبقات المثقفة في كوبنهاغن. كانت كوبنهاغن في ذلك الوقت عاصمةً للدنمارك-النرويج، وكانت تُستخدم اللغة الدنماركية كلغة رسمية مكتوبة في النرويج في فترة تفكك الاتحاد الدانو-نرويجي في 1814. في النرويج، كان يُشار إليها عموماً بالنرويجية،[بحاجة لمصدر] خصوصاً بعد تفكك الاتحاد الدانو-نرويجي.
خلال القرن التاسع عشر، أصبحت الدانو-نرويجية المحكية تدمج تدريجياً مفردات وقواعد نرويجية أكثر. في بداية القرن العشرين، كانت الدانو-نرويجية متماثلة في معظمها مع الدنماركية المكتوبة مع وجود بعض الاختلافات، كبعض المفردات النرويجية الإضافية في الدانو-نرويجية. جلب الإصلاحات القواعدية واللفظية في 1907 و 1917 اللغةَ المكتوبة أقرب إلى اللغة العامية (الدانو-نرويجية). استناداً إلى النموذج الدنماركي كان يُشار إلى الدانو-نرويجية في النرويج بالـ«ريغسمول» - لاحقاً أصبحت تُلفظ ريسكمول - منذ نهاية القرن التاسعة عشر، واعتمد هذا الاسم رسمياً أوائل القرن العشرين. تم تغيير الاسم ريكسمول إلى بوكمول رسمياً في 1929 بعد أن خسر مقترح لاستخدام الاسم دانسك-نوشك (dansk-norsk) بصوتٍ واحد في الـ«لاغتيغ» (مجلس في البرلمان النرويجي).
أُطلقت في أواسط القرن التاسع عشر لغةٌ مكتوبة جديدة الـ (لاندسمول)، مرتكزةً على لهجاتٍ نرويجية حضرية منتقاة كبديلٍ للدانو-نرويجية؛ ولكنها لم تزيح اللغة المكتوبة الموجودة. اللاندسمول والتي غُير اسمها إلى نينوشك مستخدمة حالياً من قبل حوال12% من الشعب، مُعظمهم في غرب النرويج. وصلت إلى ذروتها في أربعينات القرن العشرين. خلاف اللغة النرويجية مسألة جدلية مستمرة ضمن الثقافة والسياسة النرويجية المتعلقة بشكلي كتابة اللغة النرويجية هذين.

## تطورات حديثة
في الوقت الحاضر، يشيرُ مصلحُ بوكمول فقط إلى اللغة المكتوبة لهذا الاسم (و من الممكن لاستخدامها في وسائل الإعلام من قبل الممثلين، إلخ). ومع ذلك، يوجد عدد من لسن اللغة النرويجية القريبة أو المتطابقة إلى درجةٍ كبيرة  مع البوكمول المكتوبة، وحتى أحياناً في شكلٍ محافظ قريب إلى الدانو-نرويجية التاريخية، خصوصاً اللهجة الإجتماعية الراقية في أوسلو ومدنٍ أخرى في شرق النرويج. بدأت على نحوٍ متزايد لهجة أقل بروزاً اجتماعياً تعرف بالـ«أوسنوشك» المعيارية (النرويجية الشرقية المعيارية) لتصبح اللغة المحكية المعيارية لأجزاءٍ نامية في شرق النرويج. عامياً، يُدعى الشكل الأخير بلهجة أوسلو، والتي تُضلل بما أن لهجة أوسلو وُجدت قبل اللغة العامية الدانو-نرويجية، ومع أنها تأثرت وأُزيحت جزئياً من قبل الأوستنوشك المعيارية فما زالت مستخدمة، ولأن اللغة العامية ليست لهجة. على مر السنين أثرت الدانو-نرويجية المعيارية المحكية من جهة، ولهجات النرويجية الحديثة من جهةٍ أخرى ببعضهما البعض. في الوقت الحاضر، لا يمكن رسم خط فاصل بين الاثنتين.
نادراً ما يُستخدم مصلح الدانو-نرويجية مع الإشارة إلى البوكمول المعاصرة ولسنها المحكية. كانت جنسية اللغة موضوعاً ساخناً، ولم يكن مسخدموها وأنصارها متسامحين بربطها ضمنياً مع الدنماركية (بالتالي الاسمين المحايدين ريكسمول Riksmål و بوكمول Bokmål يعنيان لغة الدولة و لغة الكتاب على الترتيب). اشتد النقاش مع قدوم طريقة كتابة جديدة للغة النرويجية في القرن التاسعة عشر تُعرف بالنينوشك، والتي ترتكز إلى اللهجات النرويجية الحديثة والمعارضة الصفائية تجاه الدنماركية والدانو-نرويجية. تاريخياً، اعتبر العديد من مؤيدي النينوشك أن النينوشك اللغةَ النرويجية الحقيقية، بما أن الريكسمول/البوكمول بقايا ملكية مزدوجة؛ وبالتالي، يمكن استخدام مصطلح الدانو-نرويجية المطبق على البوكمول لتحقير أو نزع شرعية اللغة. يعتبرُ العديد من مستخدمي البوكمول هذا الربط مسيئاً، وبالتالي فهي تقتصر على جانب دعم النينوشك في النقاشات الساخنة.